# Magdalena megye
Magdalena Kolumbia egyik megyéje. Az ország északi részén terül el, az Atlanti-óceán partján. Székhelye Santa Marta. Nevét a megye nyugati határát alkotó Magdalena folyóról kapta.

## Földrajz
Az ország északi részén elterülő megye északon az Atlanti-óceánnal, keleten La Guajira és Cesar, délen és délnyugaton Bolívar, nyugaton pedig Atlántico megyékkel határos. Északkeleti részén emelkedik a Sierra Nevada de Santa Marta hegység, ahol az ország legmagasabb csúcsa, a Pico Cristóbal Colón is található.

## Gazdaság
Legfontosabb termesztett növényei a banán, az olajpálma, a manióka, a kukorica, a rizs, a csilipaprika és a paradicsom, de az országos padlizsántermelésnek is közel felét ez a megye adja. Az ipar árbevételének legnagyobb része az élelmiszeriparból származik.

## Népesség
Ahogy egész Kolumbiában, a népesség növekedése Magdalena megyében is gyors, ezt szemlélteti az alábbi táblázat:
| Év             | Lakosság  |
| -------------- | --------- |
| 1985           | 890 934   |
| 1993           | 882 571   |
| 2005           | 1 149 917 |
| 2012 (becsült) | 1 235 532 |